# トニ・ヒメネス
アントニオ・ヒメネス・シスタチス（Antonio Jiménez Sistachs、1970年10月12日 - ）は、スペイン・カタルーニャ州ラ・ガリガ出身の元サッカー選手、現サッカー指導者。ポジションはゴールキーパー。

## クラブ経歴
カタルーニャ州バルセロナ県のラ・ガリガに生まれ、1989年からFCバルセロナのサッカーを学び始めた。1991-92シーズン、セグンダ・ディビシオンのUEフィゲレスへとレンタルに出されたヒメネスは、シーズンを通して正GKとして活躍した。
1992年、ラージョ・バジェカーノへと移籍した。加入後はナイジェリア人GKのウィルフレッド・アグボナヴバレがレギュラーだったが、彼が負傷離脱するとスタメンに抜擢され、CDレガネス戦でラ・リーガデビューを果たした。しかし、ウィルフレッドが怪我から復帰すると、再びベンチ要員に成り下がった。
1993年7月、ラージョ・バジェカーノの監督、ホセ・アントニオ・カマーチョとともにセグンダのRCDエスパニョールへと移った。エスパニョールでは不動のレギュラーとして活躍し、1年目にはサモラ賞を受賞し、クラブのUEFAカップ予選出場権獲得に貢献した。エスパニョールでは公式戦に300試合以上出場。
1999年にはアトレティコ・マドリードへと移籍した。アトレティコでの1シーズン目は、ホセ・フランシスコ・モリーナにポジションを譲り、第2GKとしてシーズンを送った。しかし、アトレティコは守備ラインが崩壊し、第36節のレアル・オビエド戦に敗れてセグンダ降格が決定した。一方、コパ・デル・レイでは決勝に進み、ヒメネスの古巣であるエスパニョールが相手だったが、1-2で敗戦。このシーズン、アトレティコは無冠に加えてセグンダ降格と悲惨な1シーズンとなってしまった。セグンダ降格後もヒメネスはクラブに留まり、2部1年目こそは正守護神だったものの、2年目には再び控えになってしまった。
2002年、32歳にしてセグンダのエルチェCFに加入した。エルチェではスタメンに定着し、リーグ戦全38試合に先発フル出場を果たし、39失点に抑えるなど活躍を見せた。シーズン終了後、当時プリメーラに所属していたエスパニョールの監督、ハビエル・クレメンテから復帰の要望を受け、エスパニョールに復帰した。エスパニョールで2シーズンを過ごした後現役を引退した。引退後はエスパニョールでディレクター職に就くことが決まっていた。
2011年からは、エスパニョール時代を長らくともにしたマウリシオ・ポチェッティーノのアシスタントもしくはGKコーチとして、彼に帯同している。

## 代表経歴
1992年、まだスペイントップレベルでプレーしていなかったヒメネスだったが、バルセロナオリンピックを戦うスペイン代表に選出された。オリンピック以前はサンティアゴ・カニサレスがファーストチョイスではあったものの、大会直前にヒメネスがレギュラーの座を奪い、本大会では優勝までの全試合にフル出場を果たした。
1998年11月18日、当時RCDエスパニョールに所属していたヒメネスは、この日のイタリアとの親善試合でスペインフル代表デビューを飾った。2000年には、UEFA EURO 2000に臨むスペイン代表に第3GKとして招集される可能性が高かったが、当時まだ19歳のイケル・カシージャスが代わりに招集された。

## タイトル

### クラブ
RCDエスパニョール
- セグンダ・ディビシオン : 1回 (1993-94)

アトレティコ・マドリード
- セグンダ・ディビシオン : 1回 (2001-02)

### 代表
U-23スペイン代表
- 夏季オリンピック : 1回 (1992)

### 個人
- プリメーラサモラ賞 : 1回 (1997-98)
- セグンダサモラ賞 : 1回 (1993-94)